# Марк Клавдій Марцелл (консул 222 року до н. е.)
Марк Клавдій Марцелл (лат. Marcus Claudius Marcellus, 270 до н. е. — 208 до н. е.) — державний, військовий та політичний діяч Римської республіки, чотириразовий консул 222, 214, 210 і 208 років до н. е.

## Біографія

### Молоді роки
Походив з плебейської гілки Марцеллів роду Клавдіїв. Син Марка Клавдія Марцелла. Замолоду брав участь у військових діях. Під час Першої Пунічної війни врятував одного з представників роду Отациліїв. У 226 році до н. е. став курульним еділом. Того ж року увійшов до колегії авгурів. У сенаті звинуватив свого колегу за еділітетом — Гая Скантинія Капітолина у сексуальних переслідуваннях свого сина й домігся засудження того. У 224 році до н. е. його обрано претором.

### Війни з галлами
Докладніше: Битва при Кластридії
У 222 році до н. е. Марка Клавдія обрано консулом під час виборів, проведених інтеррексом Квінтом Фабієм. Після цього провів вибори свого колеги Гней Корнелія Сципіона Кальва. Виступив проти укладання миру з галльським племенем інсумбрів. Після чого очолив римську армію, яка виступила проти них. Того ж року здобув перемогу над інсумбрами на чолі із Віридомаром, вбивши останнього під час бою. Після цього захопив міста інсумбрів Ацери та Медіолан (сучасний Мілан). Потім змусив галлів укласти вигідну для Риму угоду. За ці успіхи Марцелл отримав тріумф. Він присвятив обладунки Віридомара храму Юпітера Феретрія.

### Війна з Карфагеном
З початком Другої Пунічної війни Марка Клавдія Марцелла у 216 році до н. е. було обрано додатковим претором для ведення війни проти карфагенян на Сицилії. Втім не встиг туди перебратися, як прийшла звістка про битву при Каннах. Він відправив війська до гарнізону Риму, а сам виступив з Остії до м. Канузії, згодом ставши військовим табором у Кампанії, де зібрав рештки розбитої римської армії.
Отримавши звістку, що в Нолі визріває змова на користь Ганнібала Барки, Марк Клавдій Марцелл швидко вирушив туди, стратив 70 членів прокарфагенської партії, завдав поразки карфагенському загону й повернувся до м. Суессула. Втім він не зумів завадити Ганнібалу захопити м. Касилін.
Після цього прибув до Риму на консультації щодо подальших військових дій. Отримав тут проконсульські повноваження на 215 рік до н. е. Знову повернувся до Кампанії, перевівши гарнізон з м. Кали та Суессули. У цьому році його обрано консулом-суффектом замість Луція Постумія Альбіна з огляду на те, що обидва консули були плебеями. Втім, майже відразу Марк Клавдій Марцелл вимушений був скласти свої повноваження, тому що авгури виявили порушення під час обрання. Надалі вів війну як проконсул, захищаючи м. Нолу. Проводив активну оборону — спустошив землі самнітів, завдав поразки Ганнібалу.
У 214 році до н. е. його вдруге обрано консулом, цього разу разом з Квінтом Фабієм. Продовжив захист Ноли, потім звідти вирушив до Сицилії. Поява Марка Клавдія на острові спричинила збурення, а його захоплення м. Леонтин й страта 2000 римських перебіжчиків, тим самим дав перевагу прокарфагенській партії у Сиракузах на чолі із — Гіппократом та Епікідом.
Після цього Марцелл розпочав облогу Сиракуз, одним з активних оборонців якого був відомий вчений Архімед. Під час облоги Марцелл також продовжував військові дії на Сицилії — захопив міста Гелор й Гербес, зруйнував Мегари Гіблейські. Втім карфагеняни зуміли захопити міста Агригента та Мургантію. Після цього Марцелл завдав їм поразки при Акрах. Водночас розпочалося загальне антиримське повстання на Сицилії, чому сприяв наказ Марцелла зруйнувати м. Енну, а його мешканців знищити. Внаслідок цього Марцелл відступив до Сиракуз. Тоді сенат продовжив його повноваження на 212 рік до н. е.
У 212 році до н. е. Марцелл зумів захопити три райони Сиракуз, а потім завдяки підкупу начальника гарнізону й захопити фортецю Евріал. Втім Епікид продовжував утримувати важливу частину Сиракуз — Ахрадину. Тоді Марцелл завдав поразки Гіппократу при Сиракузах. Наступного року Марцелл завдяки зраді зумів захопити останні частини міста. Під час цього багато громадян загинуло, зокрема й Архімед. Після цього Марцелл здобув перемогу над карфагенянами при Агригенті й захопив його.
У 210 році до н. е. його втретє обрано консулом, цього разу разом з Марком Валерієм Левіном. За жеребом отримав Сицилію, але у зв'язку із скаргами сицилійців на жорстокість Марцелла, останньому була передана Італія й війна з Ганнібалом. Тут він заволодів містами Салапією, Мармореєю, Мелесом. Під Нумістроном Марцелл бився з Ганнібалом, але без суттєвого результату. Щоб не втратити Ганнібала з поля зору Марцелл для проведення виборів консулів призначив диктатора Квінта Фульвія Флакка.
У 209 році до н. е. як проконсул Марцелл продовжив війну проти карфагенян у південній Італії. Під м. Канузієм зазнав поразки від Ганнібала. Наступного дня Марцелл досяг більшого успіху, але втрати римлян були занадто великі. Тому Марцелл дозволив Ганнібалу відступити, а сам залишився у м. Венузій. За це був звинувачений народним трибуном Гаєм Публіциєм Бібулом й вимушений був повернутися до Риму. Тут Марцелл виправдався, його вчетверте обрано консулом на 208 рік до н. е., цього разу разом з Тітом Квінкцієм Кристпіном. Ще до офіційного зайняття посади придушив збурення в Етрурії. Завершив будівництва храму Честі й Доблесті, яке він розпочав у 222 році до н. е. Але понтифіки завадили освячуванню храму двох божеств в єдиному місці. Тому Марцелл вимушений був добудувати окремий храм Доблесті. Але цей храм був освячений лише у 205 році до н. е.
У 208 році до н. е. Марк Клавдій Марцелл розпочав активні дії проти Ганнібала. Втім під м. Венузії був обдурений шпигуном Ганнібала, потрапив у пастку й загинув.

## Родина
Діти:
- Марк Клавдій Марцелл, консул 196 року до н. е.